# Masada
Masada — наиболее популярный джазовый проект Джона Зорна, посвящённый новому осмыслению еврейской музыки. Основой проекта является «Книга Масады» («Masada Songbook»), набор мелодий, написанных Зорном преимущественно в начале 1990-х годов. Мелодии из книги Масады исполнялись самим Зорном в сопровождении различных музыкантов; многие из них приобрели определённую популярность среди джазменов и еврейских музыкантов. В 2000-е годы создана «Вторая книга Масады — Книга Ангелов» («Book Of Angels — Masada Book Two»).

## Состав

### Masada
- Джон Зорн — саксофон
- Дэйв Даглас — труба
- Грег Коэн — бас
- Джоуи Бэрон — ударные

### Masada String Trio
- Джон Зорн — дирижёр
- Эрик Фридландер — виолончель
- Грег Коэн — контрабас
- Марк Фельдман — скрипка

### Bar Kokhba Sextet
- Джон Зорн — дирижёр
- Сиро Баптиста — перкуссия
- Марк Фельдман — скрипка
- Марк Рибо — гитара
- Грег Коэн — контрабас
- Эрик Фридландер — виолончель
- Джоуи Бэрон — ударные

### Electric Masada
- Джон Зорн — саксофон
- Тревор Данн — бас
- Джоуи Бэрон — ударные
- Кенни Воллесен — ударные
- Икуэ Мори — портативный компьютер
- Марк Рибо — гитара
- Джейми Сафт — клавишные
- Сиро Баптиста — перкуссия